# Cărămidă
Cărămida este un material de construcție artificial, de formă prismatică, obținut dintr-un amestec de argilă, nisip și apă sau din alte materiale (beton, zgură de furnal etc.), uscat la soare sau ars în cuptor. Cărămizile nearse poartă denumirea de chirpici.

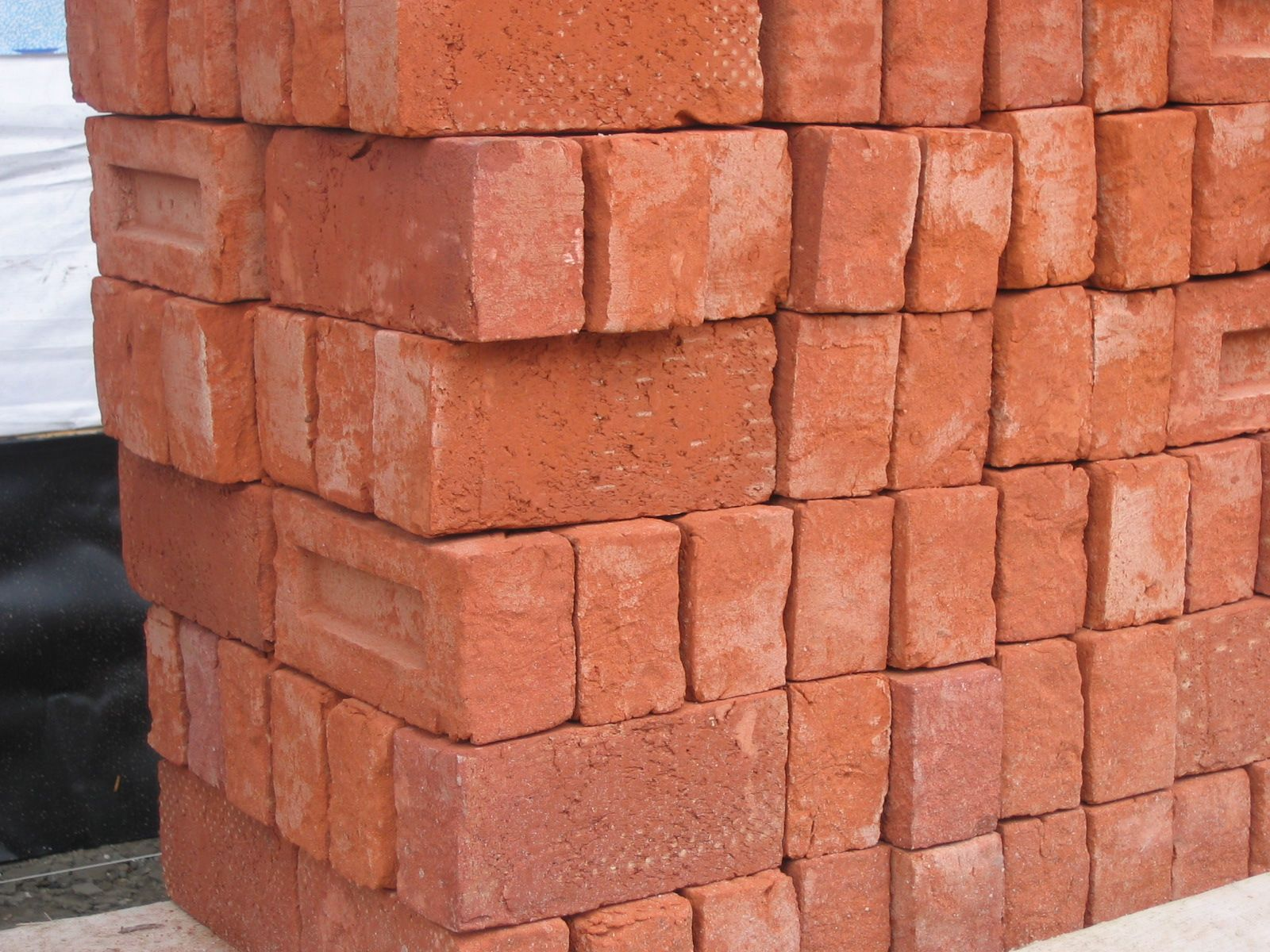
Cărămizi pline

Cărămida este un material de construcție folosit încă din cele mai vechi timpuri. Arta adevarată în producerea cărămizilor poate fi văzută în varietatea mare de texturi și tratamente ale suprafeței, aspecte care reprezintă o amprentă personală a fiecărui producător. Astăzi, cărămida este folosită pentru structuri de rezistență, pentru ziduri interioare obișnuite, pentru decorarea unor suprafețe interioare sau exterioare, în pavaj și chiar în construcții de artă modernă. Nici un alt element de construcție nu oferă atâtea posibilități pentru realizarea unor efecte arhitecturale unice.

## Istoric
Cea mai veche formă de cărămidă a fost realizată din nămol întărit, datează din anul 7500 î.Hr. și a fost descoperită în regiunea văii superioare a fluviului Tigru. Primele cărămizi uscate de soare au fost făcute în Mesopotamia (pe teritoriul actual al Irakului), în vechiul oraș Ur, în jurul anului 4000 î.Hr. Alte exemple de civilizații care au folosit cărămida sunt egiptenii antici, romanii și chinezii. În ceea ce privește civilizația romană, există dovezi concrete care atestă utilizarea cărămizilor. Acestea sunt adesea inscripționate cu marca legiunii care a supravegheat producția lor.
În perioada Renașterii și a Barocului, pereții de cărămidă nu au mai fost atât de populari, zidăria fiind de foarte multe ori acoperită cu ipsos și cu picturile specifice stilului. Totuși, în secolul al XVIII-lea, pereții din cărămidă au revenit, fapt ilustrat prin clădirile din cartierul olandez din Potsdam. Cărămida a fost folosită adesea chiar și în zonele în care piatra era la îndemână, pentru costurile sale reduse, dar și pentru rapiditatea cu care era mânuită. Clădirile specifice perioadei revoluției industriale din Marea Britanie au fost, în mare parte, construite din cărămidă și lemn, iar în timpul boom-ului din domeniul construcției și al imobiliarelor, din secolul al XIX-lea, ce a avut loc preponderent în Boston și New York City, cărămida a fost la mare căutare.

## Tipuri de cărămidă
Cărămida clasică 

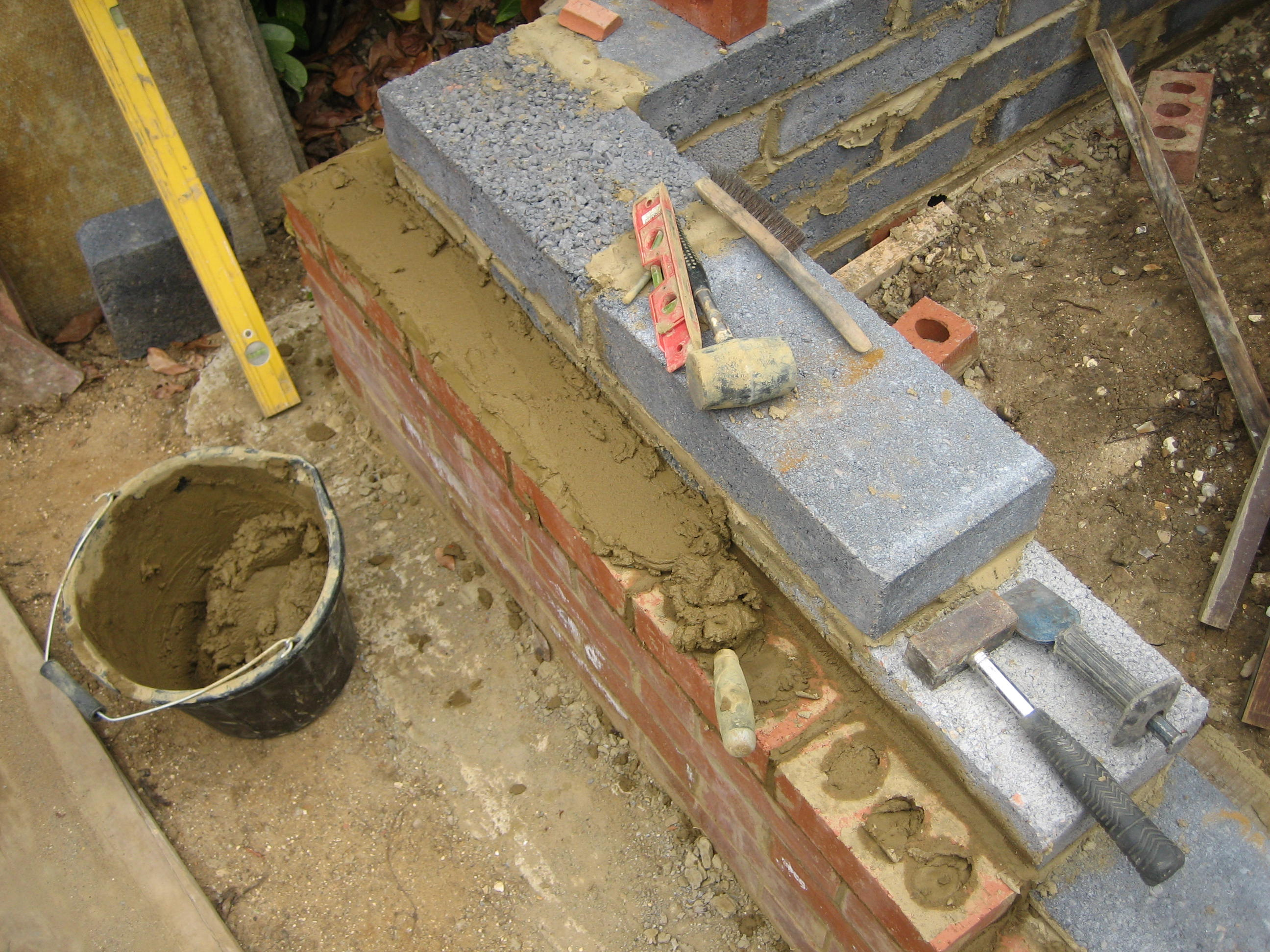
Cărămida în procesul de construcție.

Cărămida clasică este realizată din argilă arsă sau ceramică și este folosită în construcții cu diverse tipuri de mortar. Cărămida din argilă arsă are o mare rezistență la compresiune. Acest tip de cărămidă este atestată și verificată în timp, de mii de ani. În cărămida modernă se folosesc, pe lângă argilă, și ingredienți suplimentari, precum porțelanul sau samota. Cărămida poate fi compactă (plină) sau poroasă la nivel exterior, în ambele variante oferind o foarte mare rezistență. Cele două variante diferă în funcție de tipul de pereți (grosime, localizare). De exemplu, cărămida plină poate fi folosită în zidării protejate pe ambele părți, cu tencuială, pentru elemente structurale și nestructurale, pentru stâlpi și coșuri de fum.
Cărămida de sticlă

Cărămida de sticlă este folosită datorită proprietăților ei bune de transmisie a luminii. Este un material potrivit pentru construirea unor ferestre fixe și a pereților drepți. Golul din cărămidă este umplut cu aer la o presiune mică. 

Cărămida aparentă 

Cărămida aparentă este un material folosit în placarea unor suprafețe care se doresc să arate ca fiind din cărămidă obișnuită: fațade de clădiri, ziduri exterioare, unii pereți interiori de clădire, arcade, șemineu etc. O astfel de cărămidă este folosită în principal în scop estetic. În cazul cărămizii aparente, nu mai este necesar să se aplice tencuiala.

## Proprietăți
Presiune, umiditate. Cărămida este utilizată în domeniul construcțiilor deoarece acest material este rezistent la presiune și umiditate.
Temperatură. În cazul termoblocurilor (cărămida mai eficientă), se folosesc proprietățile termoizolante ale aerului. Astfel, o cărămidă performantă asigură termoizolație. De exemplu, cărămida care posedă un volum mare de goluri verticale are un grad mai înalt de izolație termică.
Izolație fonică. În funcție de tipul construcției, se folosește o cărămidă de o anumită grosime. Unul dintre avantaje constă în faptul că acest material, la grosimea corectă, oferă izolație fonică.
Rezistență generală. Prin folosirea cărămidei, se întărește structura de rezistență a clădirii. Pentru o casă realizată din cărămidă, se poate face mai ușor o asigurare, deoarece este considerată mai puțin supusă riscurilor decât o casă făcută din alte materiale. 
Această rezistență a cărămidei o face să nu se schimbe în timp, păstrându-și structura compactă și stabilitatea. Materialul nu îmbătrânește și nu se degradează ușor.
Rezistență seismică. Conform cerințelor legale, un bloc ceramic trebuie să se supună unor coduri de proiectare, pentru a oferi rezistență în caz de cutremur. În legislația românească codul de proiectare seismică este P100-2006.
Rezistență la foc. Cărămizile moderne sunt ignifuge, împiedicând răspândirea flăcărilor și rezistând la temperaturi mari. În mod normal, cărămida ar trebui să reziste la temperaturi de aproximativ 1000 grade Celsius.
Rezistență la compresiune. O cărămidă bună trebuie să aibă o mare rezistență la compresiune. Prevederile de proiectare seismică românești cer ca rezistența la compresiune a elementelor pentru zidărie structurală să fie cel puțin egală cu 7,5 N/mm2. De exemplu, rezultatele testelor de laborator pe blocurile ceramice cu goluri verticale Brikston se situează la o medie de 20 N/mm2, ajungând în multe cazuri să depășească valoarea de 35 N/mm2.
Caracter ecologic. Cărămida realizată numai din argilă și nisipuri argiloase este un produs natural, ecologic 100%. 	
Culoare
Culoarea bucății de cărămidă este influențată de  conținutul chimic de minerale al materiei prime, de temperatura de ardere și de atmosfera din cuptor. De exemplu, cărămida de culoare roz are un conținut mai ridicat de fier, cărămida albă sau galbenă are un conținut mai mare de var. Pe măsură ce temperatura crește, cele mai multe cărămizi ard în nuanțe de roșu deschis până la rosu închis, violet și chiar la maro. Cărămizile din silicat de calciu au o gamă mai largă de nuanțe și culori, în funcție de coloranții utilizați.
Numele de cărămizi pot reflecta originea lor sau nuanța specifică, cum ar fi cărămida specifică Londrei sau cea numită Alb de Cambridgeshire. 

Cărămizile formate din beton sunt numite blocuri, și sunt de obicei de culoare gri pal.
Acestea sunt agregate mici, realizate din beton uscat, într-o gamă mult mai largă de forme și dimensiuni. În incercarea de a imita cărămida de lut, acestea suferă foarte multe tratamente.

## În România
În anul 2014, în România existau instalate capacități de producție 3,8 milioane de metri cubi de cărămidă,
iar piața de cărămidă era evaluată la 60 de milioane de euro.
În anul 2012, în România, piața de cărămidă era de 1,9 milioane de metri cubi.
În anul 2007, piața de cărămizi a avut o valoare de 200 de milioane de euro, având un volum de 2,5 milioane de metri cubi, din care 25% au provenit din import, într-o piață totală de materiale de zidărie de aproximativ 5 milioane de metri cubi.
Țările din care s-a importat cel mai mult în 2007 au fost Ungaria, Croația și Serbia.
Piața de cărămizi, pe ani:
- 2009: 155 milioane euro [6]
- 2008: 240 milioane euro [6]
- 2007: 200 milioane euro [6]
- 2006: 150 milioane euro [6]
- 2005: 130 milioane euro [6]
- 2004: 90 milioane euro [6]

## Știați că...
- Zidurile Ierihonului, cel mai vechi oraș din lume (în 7500 î. Hr) și ale Marelui Zid Chinezesc(700 î.Hr.) sunt ambele construite din cărămidă? Fără îndoială, cărămida și-a demonstrat rezistența în aceste cazuri.
- Un perete din cărămidă garantează o atmosferă interioară sănătoasă, creând o microventilație naturală a camerelor?
- Umiditatea aerului este bine controlată de cărămizi, deci mucegaiul apare mai greu. De aceea, beciurile se construiesc din cărămida, și nu din ciment.
- Funcționează și ca bun izolant termic și fonic? Acestea au nenumărați pori, care sunt plini cu aer și, astfel, funcționează ca izolanți termici.
- Modalitatea de formare a cărămizii ceramice reprezintă un amestec de argilă și rumeguș fin care se toarnă în forma dorită, se usucă și apoi se arde la 1000C. Rumegușul arde complet, iar în locul lui se formează golurile de aer izolatoare.
- Este un material sută la sută natural, deci ecologic?
- Una dintre calitățile sale importante este capacitatea de a „participa“ la structura de rezistență a clădirii?
- Un metru cub de cărămidă este mai greu decât unul de BCA? Specialiștii recomandă ca pereții exteriori din cărămidă să fie realizați cu grosimea de 37,5 cm, obținându-se astfel o clădire solidă, ferită de frig sau caniculă?
- Studiile arată că în cazul vânzărilor, casele de cărămidă au prețuri mai mari decât casele decorate cu alte materiale? De asemenea, cărămida contribuie într-o anumită măsură și la scăderea costurilor utilităților și primelor de asigurare.
- Niciun alt element de construcție nu oferă atâtea posibilități pentru realizarea unor efecte arhitecturale unice? Pot fi decorați pereții, încadrate ferestrele sau intrările, pot fi create arcade, se pot personaliza șemineele, aspectul fațadelor și gardurilor, aleile pot fi individualizate.
- Decorul din cărămidă nu implică practic costuri de întreținere din partea proprietarilor?
- Cărămida este rezistentă la umiditate, foc, insecte, dăunători și în același timp oferă și o izolație fonică și termică?
- Culoarea cărămizii rezistă în timp, deci frumusețea casei se păstrează?
- Una dintre cele mai celebre și indrăgite povești pentru copii este "Cei trei purceluși"- de Van Gool în care fiecare purceluș trebuia să construiască o casă rezistentă pentru a se apăra de lup? Singura casă care a rezistat testelor a fost cea realizată din cărămidă.
- Zidăria din blocuri ceramice se poate folosi chiar și în zonele cu un grad seismic ridicat? Blocurile din zidărie ceramică au puternice proprietăți mecanice, lucru care asigură o rezistență foarte mare la cutremure.
- Bucățile de cărămidă sunt utilizate pentru construirea pavajelor? În SUA, pavajul din cărămidă a fost găsit incapabil să reziste la trafic intens, dar este folosit ca o suprafață decorativă în zonele pietonale. De exemplu, la începutul anilor 1900, cele mai multe străzi din orașul Grand Rapids (Michigan), au fost pavate cu cărămidă. Astăzi, au mai ramas doar 0.5% din străzile pavate cu ajutorul cărămizii.
- În Marea Britanie cărămida a fost utilizată în construcții de secole? Până de curând, aproape toate casele au fost construite aproape în întregime din cărămizi. Deși multe case în Marea Britanie sunt acum construite folosind un amestec de blocuri de beton și alte materiale, multe case sunt îmbrăcate cu un strat de cărămizi pe exterior pentru a păstra aspectul estetic.
- În Marea Britanie, alăturarea “universitățile din cărămidă roșie” (red brick university) reprezintă un nume generic pentru un lanț de șase universități construite complet din cărămidă roșie în epoca Victoriană în cele mai faimoase orașe cu specific industrial.
- Înainte de punerea în operă a blocurilor de zidărie acestea trebuiesc udate?
- Zidirea blocurilor se începe de la colț, acestea așezându-se pe patul de mortar nivelat în prealabil la cotele dorite?
- Armătura din stâlpișori se va monta înainte de executarea zidăriei? Pe măsura executării zidăriei, în rosturile orizontale ale acesteia se așeaza barele orizontale de legătură (în cazul zidăriei simple), respectiv barele de legătură cu stâlpișorii.
- Pentru a evita surplusul de material, se poate calcula exact necesarul de cărămizi cu ajutorul unui program special pus la dispoziție de majoritatea producătorilor (calculator)